# Герон
Герон (фр. Guéron) насеље је и општина у северној Француској у региону Доња Нормандија, у департману Калвадос која припада префектури Баје.
По подацима из 2011. године у општини је живело 237 становника, а густина насељености је износила 44,97 становника/km². Општина се простире на површини од 5,27 km². Налази се на средњој надморској висини од 50 метара (максималној 84 m, а минималној 38 m).

## Демографија
| 1962. | 1968. | 1975. | 1982. | 1990. | 1999. | 2011. |
| ----- | ----- | ----- | ----- | ----- | ----- | ----- |
| 222   | 224   | 197   | 238   | 239   | 236   | 237   |

График промене броја становника у току последњих година